# محمدرضا مامانی

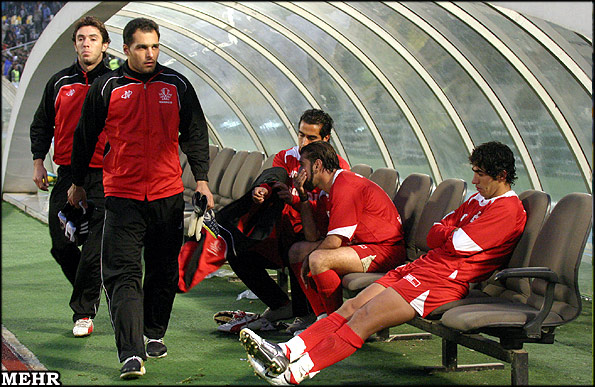
تصاویر دیدار دو تیم استقلال و پیروزی در ۱۴ آبان ۱۳۸۴ (دربی ۶۰) که با تک گل غلام‌رضا عنایتی با نتیجه ۱-۰ به نفع استقلال به پایان رسید.

محمدرضا مامانی (زادهٔ ۱۹ خرداد ۱۳۶۱) بازیکن سابق فوتبال اهل ایران است.